# Estadi Tunavallen
L'Estadi Tunavallen és un estadi de futbol de la ciutat d'Eskilstuna, a Suècia.
Va ser inaugurat l'any 1924 i va ser seu de la Copa del Món de Futbol de 1958.
Té una capacitat per a 7.800 espectadors. L'any 2002 fou renovat. És la seu dels clubs AFC Eskilstuna i Eskilstuna City FK.